# XYZ 사건

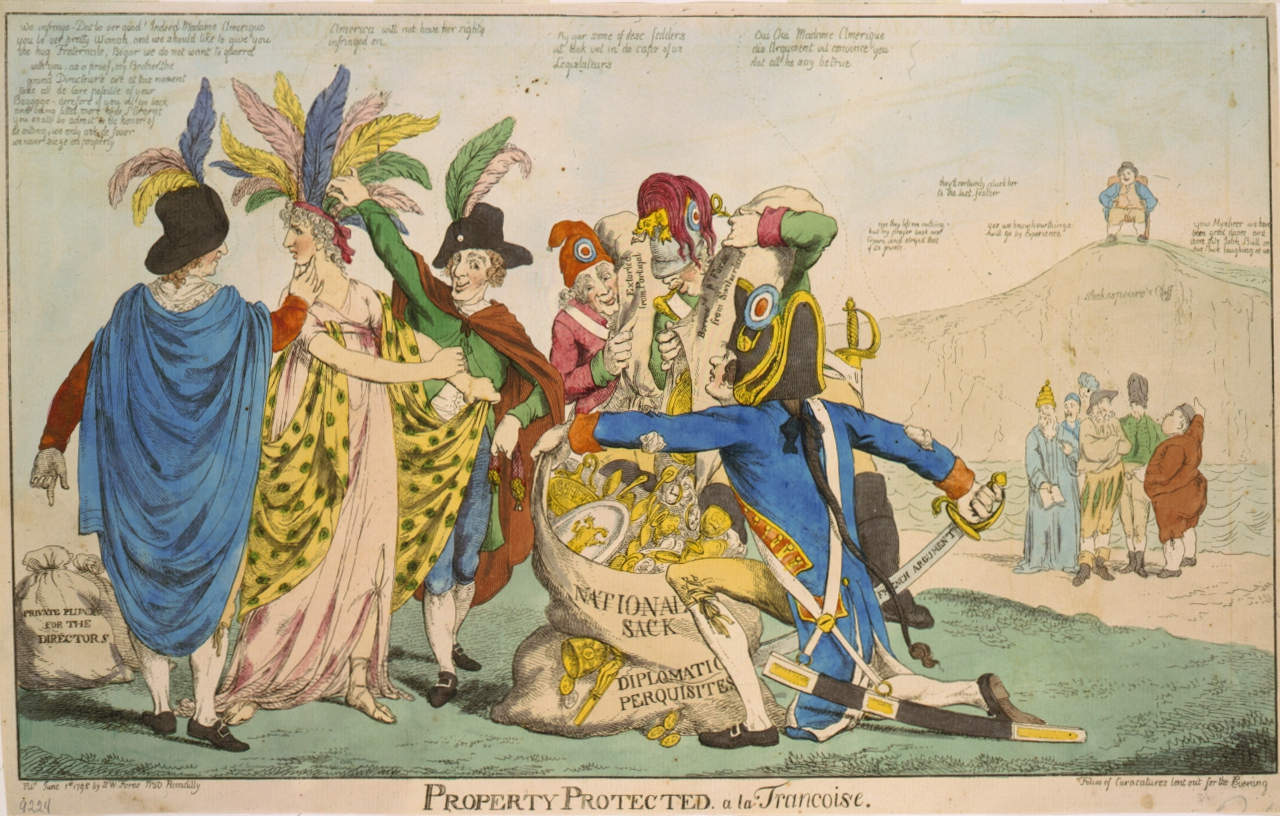
이 사건을 풍자한 영국 정치 풍자, 5명의 프랑스 남성에게 약탈당하는 여성(미국), 오른쪽의 떨어진 무리는 유럽국가이며, 언덕 위에서 웃으며 구경하고 있는 존 불(영국)

XYZ 사건(XYZ Affair)은 1797년부터 1798년에 걸쳐, 존 애덤스 행정부 초기 미국과 프랑스 간에 벌어진 외교적 충돌 사건이다. XYZ 사건이라 불리게 된 이유는 미국 애덤스 정부의 보고서에 프랑스측 협상단 3명의 이름을 삭제하고 익명으로 X, Y, Z 라고 기록한것에서 유래하였기 때문이다.
미국 대표단은 1797년 전쟁으로 발발할 수 있는 위협적인 문제들을 협상하기 위해 프랑스로 파견되었다. 이때 파견된 외교관들은 찰스 핑크니, 존 마샬, 그리고 엘브릿지 게리였으며, 로마 가톨릭교회 주교 출신 프랑스 외무부 장관 탈레랑의 대리인을 통해 비공식적인 접촉을 하였다. 그러나 프랑스 측은 협상의 조건으로 노골적으로 25만 달러의 뇌물과 막대한 금액의 차관 제공을 요구하여 미국의 위신을 손상시켰다. 비록 그러한 요구가 당시 유럽 정계에서 흔한 일이라고 할지라도, 미국인들의 그들에 분개를 하였으며, 결국 협상도 해보지 못하고 프랑스를 떠났다. 전면전을 피할 것을 모색하던 엘브리지 게리는 두 사람이 먼저 떠난 후에도 몇 개월을 더 남아 있었다. 프랑스의 탈레랑과 미국의 게리와의 거래가 결국 외교적, 군사적 분쟁을 종결하는 토대가 되게 된다.
협상단의 실패는 ‘유사전쟁’(1798년에서 1800년)이라고 불리던 선전포고도 없는 해전으로 이어졌고, 협상단의 파견이 공표되었을 때, 미국에 정치적 폭풍을 야기하였다. 정부를 움직이던 연방당은 국민적 분노를 군사력 증강에 이용하였다. 그들은 또한 친프랑스적 태도를 보여왔던 민주공화당과 엘브릿 게리를 비난하였다. 결국 양국 간의 갈등은 미국 독립 전쟁을 위해 함께 싸웠던 미국과 프랑스의 동맹 파기로 이어졌다.

## 개요

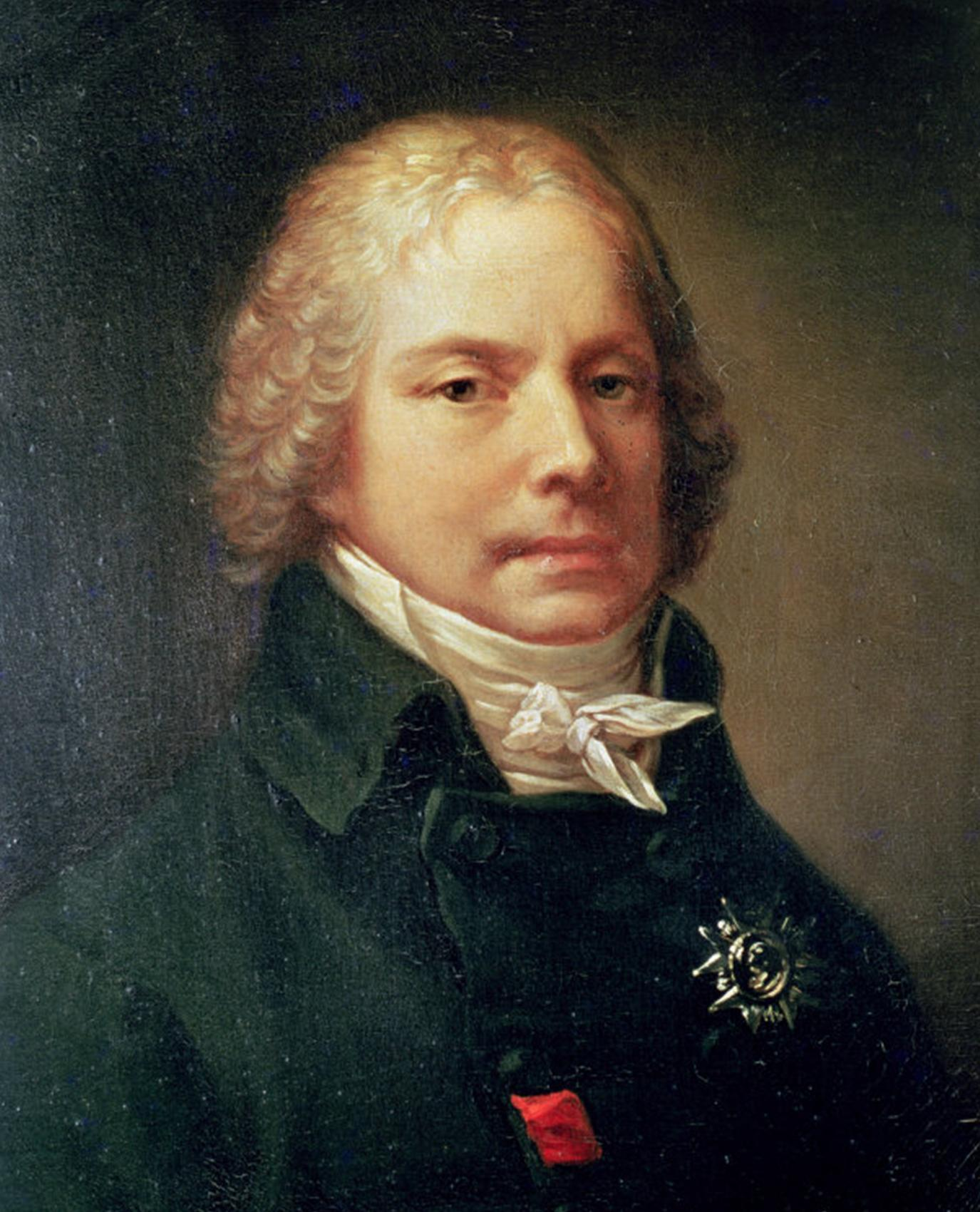
프랑스 외무장관 샤를 모리스 드 탈레랑

미국은 1778년 프랑스와 프랑스-미국 동맹조약을 체결하여 동맹관계를 구축해 왔지만, 1795년 미국이 영국과 《제이 조약》을 체결하자 프랑스와의 관계가 악화되었다. 이 조약은 영국과 오랜 현안이 되었던 영토 분쟁 문제를 해결하기 위해 체결된 것이지만 미국이 프랑스 동맹의 대척점이 되었던 영국에 접근하는 것을 우려한 프랑스는 이 조약에 강력하게 반발하였다. 보복 조치로 미국 선박에 대하여 프랑스의 출입을 금지하거나, 사략선을 나포함과 동시에, 주 프랑스 공사로 취임한 찰스 핑크니의 임명을 단호히 거부했다. 이에 미국 대통령에 갓 취임한 애덤스는 이 문제를 수습하고, 프랑스와의 국교를 회복하기 위해 핑크니, 마샬, 게리 3명을 특사로 임명하여 프랑스에 파견했다.
1797년 10월 4일, 프랑스 외무장관 샤를 모리스 드 탈레랑은 그들을 비공식적으로 맞아들였지만, 공식 회담 개최를 일부러 지연하고, 대리인 3명을 각각 특사에게 보냈다. 이 대리인들은 특사에게 협상 수용의 대가로 25만 달러의 뇌물과 1200만 달러의 차관을 줄 것을 은근히 요구하였다. 이에 격노한 특사는 요구를 거절하고, 대노해서 귀국했다.
애덤스는 3명의 대리인을 각각 X, Y, Z로 가칭하여 특사로부터 받은 서한을 의회에 제출했다. 프랑스 측이 저지른 뇌물의 요구 행각을 폭로했다. 이는 미국 국내 여론을 일거에 악화시켰고, 이 일로 연방당은 프랑스에 대해 적대감을 드러냈다. 이 사건을 계기로 해군성을 설치하고, 치안단속법을 잇따라 제정하였다.
1798년에서 1800년에 걸친 선전포고 없는 해전 이른바 ‘유사전쟁(Quasi-War)’에 돌입했다. 프랑스와의 일련의 해전 후 전쟁은 불가피하다고 생각되었다. 이러한 위기를 맞은 존 애덤스 대통령은 전쟁을 하자는 알렉산더 해밀턴의 충고를 무시하고 세 명의 대표를 다시 프랑스로 파견했다. 새로 권력을 얻은 나폴레옹은 대표단을 정중하게 맞이하였고, 교섭을 통해 분쟁의 위협을 피할 수 있게 되었다. 이러한 일련의 분쟁은 1800년 9월 몰트퐁텐 조약(Treaty of Mortefontaine)으로 일단락 되었지만, 이로 인해 미국과 프랑스 동맹은 결국 파기되고 말았다. 프랑스는 미국의 약점을 틈타 프랑스 해군이 나포한 미국 선박에 대한 위자료 2천만 달러의 지불을 거부했다.
이후 ‘X, Y, Z’라고 한 3명의 대리인은 장 콘래드 옷팅거(Jean Conrad Hottinguer), 피에르 벨라미(Pierre Bellamy), 뤼시엥 오테발(Lucien Hauteval)였음이 훗날 밝혀졌다.